# Эскино (Тверская область)
Эскино — деревня в Кашинском районе Тверской области. Входит (с 2018) в состав городского округа «Кашинский».

## История
С 2013 по 2018 годы в составе Письяковского сельского поселения.

## География
Примыкает к улица Карла Маркса города Кашин.

## Население
| 2010 |
| ---- |
| 102  |

## Известные жители
Анастасия Ивановна Балабина (16 октября 1909, Эскино — 13 декабря 1985) — передовик советского сельского хозяйства, бригадир колхоза «Россия» Кашинского района Калининской области, Герой Социалистического Труда (1966).

## Инфраструктура
Дом культуры «Третьякова Интернейшенал».

## Транспорт
Просёлочные дороги.
Остановка общественного транспорта «Эскино».
1. 1 2  Всероссийская перепись населения 2010 года. Населённые пункты Тверской области